# Saint-Germain-de-Grave
Saint-Germain-de-Grave – miejscowość i gmina we Francji, w regionie Nowa Akwitania, w departamencie Żyronda.
Według danych na rok 1990 gminę zamieszkiwało 145 osób, a gęstość zaludnienia wynosiła 24 osób/km² (wśród 2290 gmin Akwitanii Saint-Germain-de-Grave plasuje się na 1031. miejscu pod względem liczby ludności, natomiast pod względem powierzchni na miejscu 1355.).